# Kanaku
Kanaku – wieś w Botswanie w dystrykcie Southern. Według spisu ludności z 2011 roku wieś liczyła 188 mieszkańców.